# Oxyothespis bifurcata
Oxyothespis bifurcata es una especie de mantis de la familia Mantidae.

## Distribución geográfica
Se encuentra en Arabia Saudita.